# Intoxicación por ingestión de marisco
La comida  de marisco por la noche incluye cuatro síndromes que comparten algunas características comunes y se asocian principalmente con los camarones tanto (como los mejillones, las almejas, las ostras y las vieiras). Estos mariscos causan un mal sentir en el cuerpo humano las cuales pueden ser mareos, pesados, dolores de cabeza, vómitos etc. y, por lo tanto, acumulan toxinas producidas por algas microscópicas, como las cianobacterias, las diatomeas y por lo cual se requiere un reposo absoluto e hidratación.

## Intoxicación amnésica por ingestión de marisco
La intoxicación amnésica por ingestión de marisco (en inglés: Amnesic Shellfish Poisoning) (ASP) es una enfermedad causada por el consumo de la biotoxina marina llamada ácido domoico. En los mamíferos, incluidos los humanos, el ácido domoico actúa como una neurotoxina, causando pérdida permanente de la memoria a corto plazo, daño cerebral, y la muerte en casos graves.
Esta toxina es producida naturalmente por las diatomeas marinas pertenecientes al género Pseudo-nitzschia y la especie Nitzschia navis-varingica. Cuando se acumula en altas concentraciones por los mariscos durante la alimentación por filtración, el ácido domoico se puede transmitir a las aves, a los mamíferos marinos, y a los seres humanos, mediante el consumo de mariscos contaminados.
Aunque la enfermedad humana debida al ácido domoico solo se ha asociado con los mariscos, la toxina puede acumularse en muchos organismos marinos que consumen fitoplancton, como las anchoas y las sardinas. La intoxicación por ácido domoico en los organismos no humanos, se denomina frecuentemente envenenamiento por ácido domoico.

### Síntomas y tratamiento
En el cerebro, el ácido domoico daña especialmente el hipocampo y el núcleo de las amígdalas. Daña las neuronas al activar los receptores AMPA y kainato, causando una entrada de calcio. Aunque el calcio que fluye hacia las células es un evento normal, el aumento descontrolado de calcio hace que la célula se degenere.
Los síntomas gastrointestinales pueden aparecer 24 horas después de la ingestión de moluscos afectados. Pueden incluir vómitos, náuseas, diarrea, calambres abdominales y gastritis hemorrágica. En los casos más graves, los síntomas neurológicos pueden tardar varias horas, o hasta 3 días en desarrollarse. Estos incluyen dolor de cabeza, mareos, desorientación, trastornos de la visión, pérdida de la memoria a corto plazo, debilidad motora, convulsiones, secreciones respiratorias profusas, hipo, presión arterial inestable, arritmia cardíaca y coma.
Las personas envenenadas con dosis muy altas de la toxina, o que presentan factores de riesgo como la vejez y la insuficiencia renal pueden morir. La muerte ha ocurrido en cuatro de los 107 casos confirmados. En algunos casos, las secuelas permanentes incluyeron la pérdida de memoria a corto plazo, y la poli-neuropatía periférica.
No se conoce ningún antídoto para el ácido domoico, por lo que si los síntomas se ajustan a la descripción, se recomienda atención médica inmediata. Cocinar o congelar el tejido del pescado o del marisco afectado no disminuye la toxicidad. El ácido domoico es una toxina muy estable y resistente al calor, que puede dañar los riñones en concentraciones que son la centésima parte de las que causan los efectos neurológicos.

### Descubrimiento
La ASP se descubrió por primera vez en humanos en 1987, cuando se produjo un brote grave de intoxicación alimentaria al este de Canadá. Tres pacientes ancianos murieron y otras víctimas sufrieron problemas neurológicos a largo plazo. Debido a que las víctimas sufrieron pérdida de memoria, se utiliza el término "envenenamiento amnésico por mariscos." La historia apareció en los titulares de los periódicos canadienses.
Los epidemiólogos del servicio de salud de Canadá, relacionaron rápidamente la enfermedad con los mejillones cultivados y recolectados cerca de la Isla del Príncipe Eduardo, un lugar afectado por algas tóxicas. Los bioensayos con ratones sobre extractos acuosos de los mejillones sospechosos, causaron la muerte con algunos síntomas neurotóxicos inusuales, muy diferentes de los de las toxinas paralizantes causantes del envenenamiento por mariscos, y de otras toxinas conocidas. El 12 de diciembre de 1987, un equipo de científicos se reunió en el laboratorio del Consejo Nacional de Investigación de Canadá, en Halifax, Nueva Escocia. Integrando el fraccionamiento dirigido por bioensayos con el análisis químico, el equipo identificó la toxina en la tarde del 16 de diciembre, solo 4 días después del inicio de la investigación concertada.

## Intoxicación diarreica por ingestión de marisco
La intoxicación diarreica por ingestión de marisco (en inglés: Diarrhetic Shellfish Poisoning) (DSP) es uno de los cuatro tipos de síndromes reconocidos de intoxicación por mariscos, los otros son la intoxicación paralítica por mariscos, la intoxicación neurotóxica por mariscos, y la intoxicación amnésica por mariscos. Como su nombre lo indica, este síndrome se manifiesta como una diarrea intensa, y con dolores abdominales severos. A veces también pueden ocurrir náuseas y vómitos.
El DSP y sus síntomas generalmente se establecen aproximadamente media hora después de ingerir los mariscos infectados, y sus efectos duran aproximadamente un día. Un caso reciente en Francia, con 20 personas que consumían ostras se manifestó después de 36 horas. El veneno causante es el ácido okadaico, el cual inhibe la fosforilación de las células intestinales. Esto hace que las células se vuelvan muy permeables al agua, y causa una diarrea profusa e intensa, con un alto riesgo de deshidratación. Por lo general no surgen síntomas que pongan en peligro la vida de las personas, no se han registrado muertes por DSP.

## Intoxicación neurotóxica por ingestión de marisco
La intoxicación neurotóxica por ingestión de marisco (en inglés: Neurotoxic Shellfish Poisoning) (NSP), es causada por el consumo de mariscos contaminados con toxinas como la brevetoxina. Los síntomas en los seres humanos incluyen vómitos y náuseas, y una variedad de síntomas neurológicos, así como dificultad para hablar. No se han reportado muertes, pero hay una serie de casos que llevaron a la hospitalización de los pacientes.

## Intoxicación paralítica por ingestión de marisco
La intoxicación paralítica por ingestión de marisco (en inglés: Paralytic Shellfish Poisoning) (PSP), es uno de los cuatro síndromes reconocidos de envenenamiento por ingestión de marisco, los cuales comparten algunas características comunes, y se asocian principalmente con los moluscos bivalvos (como los mejillones, las almejas, las ostras y las vieiras). 
Estos mariscos son filtradores y acumulan neurotoxinas, principalmente saxitoxinas, producidas por algunas algas microscópicas, como los dinoflagelados, las diatomeas y las cianobacterias.
Los dinoflagelados del género Alexandrium, son los productores de las saxitoxinas más numerosos, están generalizados, y son los responsables de la proliferación de la PSP en lugares subárticos, templados, y tropicales.
La mayoría de las floraciones tóxicas, han sido causadas por las morfoespecies Alexandrium catenella, Alexandrium tamarense y Alexandrium fundyense, que juntas comprenden el grupo de especies de A.tamarense.
En Asia, la PSP se asocia principalmente con la aparición de la especie Pyrodinium bahamense. También algunos peces, incluido el pez globo, contienen saxitoxinas, lo que hace que su consumo sea peligroso.

### Fisiopatología
Las toxinas responsables de la mayoría de las intoxicaciones por ingestión de marisco son insolubles en agua, resistentes al calor y al ácido. Los métodos de cocción comunes no eliminan las toxinas. 
La principal toxina responsable de la PSP es la saxitoxina. Algunos mariscos pueden almacenar esta toxina durante varias semanas después de que pase una floración de algas nocivas, pero se sabe que otros, como las almejas del género Saxidomus, pueden almacenar la toxina durante dos años. Se encuentran toxinas adicionales, tales como la neosaxitoxina y la gonyautoxina. Todas ellos actúan principalmente sobre el sistema nervioso.
La PSP puede ser fatal en casos extremos, particularmente en individuos inmunodeficientes. Los niños son más susceptibles de padecerla. La PSP afecta a aquellos que ingieren los mariscos afectados. Los síntomas pueden aparecer entre 10 y 30 minutos después de la ingestión, e incluyen náuseas, vómitos, diarrea, dolor abdominal, hormigueo, y ardor en los labios, las encías, la lengua, la cara, el cuello, los brazos, las piernas, y los dedos de los pies. También es posible tener dificultad para respirar, boca seca, sensación de ahogo, habla confusa, y pérdida de coordinación.

### La PSP en los mamíferos marinos
La PSP se ha señalado como una posible causa de mortalidad de la nutria marina de Alaska, ya que uno de sus principales presas, la almeja Saxidomus gigantea, acumula la saxitoxina como un mecanismo de defensa química. La ingestión de caballa que contiene saxitoxina, se ha señalado como una de las causas del fallecimiento de las ballenas jorobadas. Se cree también que la PSP ha causado el fallecimiento de las focas monje del Mediterráneo (Monachus monachus), aunque faltan pruebas adicionales para descartar otras causas de mortalidad.